# Wioślarstwo na Letnich Igrzyskach Olimpijskich 1968
Wioślarstwo na Letnich Igrzyskach Olimpijskich 1968 w Meksyku rozgrywane było w dniach 13–19 października na torze Pista Olímpica de Remo y Canotaje Virgilio Uribe. W zawodach wioślarskich wzięło udział 353 zawodników z 29 krajów. Startowali tylko mężczyźni. Rozegrano 7 konkurencji.

## Konkurencje
| Konkurencja           | Mężczyźni |
| --------------------- | --------- |
| jedynka               | M1x       |
| dwójka podwójna       | M2x       |
| dwójka bez sternika   | M2-       |
| czwórka bez sternika  | M4-       |
| dwójka ze sternikiem  | M2+       |
| czwórka ze sternikiem | M4+       |
| ósemka ze sternikiem  | M8+       |

## Medaliści
| Konkurencja           | Złoto | Rezultat | Srebro | Rezultat | Brąz | Rezultat |
| Jedynka               | Holandia · Henri Jan Wienese | 7.47,80  | RFN Jochen Meißner | 7.52,00  | Argentyna · Alberto Demiddi | 7.57,19  |
| Dwójka podwójna       | ZSRR · Anatolij Sass · Aleksandr Timoszynin | 6.51,82  | Holandia · Leendert van Dis · Harry Droog                                                                                                 | 6.52,80  | Stany Zjednoczone · Bill Maher · John Nunn | 6.54,21  |
| Dwójka bez sternika   | NRD Jörg Lucke Heinz-Jürgen Bothe | 7.26,56  | Stany Zjednoczone · Larry Hough · Tony Johnson                                                                                            | 7.26,71  | Dania · Peter Christiansen · Ib Larsen | 7.31,84  |
| Dwójka ze sternikiem  | Włochy · Primo Baran · Renzo Sambo · Bruno Cipolla | 8.04,81  | Holandia · Herman Suselbeek · Hadriaan van Nes · Rody Rijnders                                                                            | 8.06,80  | Dania · Jørn Krab · Harry Jørgensen · Preben Krab | 8.08,07  |
| Czwórka bez sternika  | NRD Frank Forberger Dieter Grahn Frank Rühle Dieter Schubert                                                                                          | 6.39,18  | Węgry · Zoltán Melis · György Sarlós · József Csermely · Antal Melis                                                                      | 6.41,64  | Włochy · Tullio Baraglia · Renato Bosatta · Pier Angelo Conti-Manzini · Abramo Albini                                                                                                  | 6.44,01  |
| Czwórka ze sternikiem | Nowa Zelandia · Dick Joyce · Dudley Storey · Ross Collinge · Warren Cole · Simon Dickie                                                               | 6.45,62  | NRD Peter Kremtz Roland Göhler Manfred Gelpke Klaus Jacob Dieter Semetzky                                                                 | 6.48,20  | Szwajcaria · Denis Oswald · Hugo Waser · Peter Bolliger · Jakob Grob · Gottlieb Fröhlich                                                                                               | 6.49,04  |
| Ósemka                | RFN Horst Meyer Dirk Schreyer Rüdiger Henning Wolfgang Hottenrott Lutz Ulbricht Egbert Hirschfelder Jörg Siebert Niko Ott Gunther Tiersch Roland Böse | 6.07,00  | Australia · Alf Duval · Michael Morgan · Joe Fazio · Peter Dickson · David Douglas · John Ranch · Gary Pearce · Bob Shirlaw · Alan Grover | 6.07,98  | ZSRR · Zigmas Jukna · Antanas Bagdonavičius · Wołodymyr Sterlik · Juozas Jagelavičius · Aleksandr Martyszkin · Vytautas Briedis · Wałentyn Krawczuk · Wiktor Suslin · Jurij Łoriencson | 6.09,11  |

## Kraje uczestniczące
W zawodach wzięło udział 353 wioślarzy z 29 krajów:
| - Argentyna (9) - Australia (11) - Austria (3) - Belgia (1) - Brazylia (2) - Bułgaria (5) - Czechosłowacja (15) - Dania (10) - Finlandia (2) - Francja (17) | - Hiszpania (3) - Holandia (22) - Japonia (10) - Kanada (15) - Kuba (11) - Meksyk (25) - NRD (26) - Nowa Zelandia (14) - Peru (3) - Polska (3) | - RFN (26) - Rumunia (15) - Stany Zjednoczone (26) - Szwajcaria (17) - Urugwaj (5) - Węgry (6) - Wielka Brytania (11) - Włochy (14) - ZSRR (26) |

## Klasyfikacja medalowa
| Lp. | Państwo           |   |   |   | Razem |
| --- | ----------------- | - | - | - | ----- |
| 1.  | NRD               | 2 | 1 | – | 3     |
| 2.  | Holandia          | 1 | 2 | – | 3     |
| 3.  | RFN               | 1 | 1 | – | 2     |
| 4.  | ZSRR              | 1 | – | 1 | 2     |
|     | Włochy            | 1 | – | 1 | 2     |
| 6.  | Nowa Zelandia     | 1 | – | – | 1     |
| 7.  | Stany Zjednoczone | – | 1 | 2 | 3     |
| 8.  | Węgry             | – | 1 | – | 1     |
|     | Australia         | – | 1 | – | 1     |
| 10. | Dania             | – | – | 2 | 2     |
| 11. | Szwajcaria        | – | – | 1 | 1     |
|     | Argentyna         | – | – | 1 | 1     |